# Echipa națională de rugby a Franței
Echipa națională de rugby a Franței își reprezintă țara în meciurile internaționale de rugby, Franța fiind una dintre națiunile majore din rugby-ul internațional.
Franța participă anual împreună cu echipele național bre de rugby ale Angliei, Irlandei, Italiei, Scoției și a Țării Galilor la Turneul celor Șase Națiuni, principala competiție anuală de rugbi internațional din emisfera de nord. Franța participă la turneu din anul 1910, fiind exclusă din anul 1931 până la reluarea turneului după cel de al doilea război mondial. Până în anul 2007 Franța a câștigat 16 de ediții ale turneului, reușind să realizeze 8 Grand-slam-uri. Au participat la toate edițiile Campionatului Mondial de Rugby participând de două ori în finală.